# Iglesia de Santa Ana (Plasencia)
La iglesia de Santa Ana es un templo católico de la localidad española de Plasencia.

## Descripción
La construcción de la iglesia, que se encuentra en el barrio de los Caballeros, se remonta al siglo XVI. Las obras comenzaron en 1555. Cuenta con una portada principal de estilo renacentista decorada con la imagen de Santa Ana y el niño, en las esquinas se encuentra decorada con los escudos de armas del obispo fundador Gutierre de Vargas Carvajal.
El interior de la iglesia esta desacralizada como consecuencia de la desamortización de Mendizábal. Se conserva aún su magnífico artesonado en la bóveda de cañón, los restos de las capillas laterales y del retablo mayor. En la actualidad se ha adaptado para uso como auditorio.